# Taiwanese Volkspartij
De Taiwanese Volkspartij is een politieke partij in Taiwan, formeel opgericht op 6 augustus 2019 door Ko Wen-je, de toenmalige burgemeester van Taipei.

## Geschiedenis
De partij is genoemd naar de gelijknamige partij die in 1927 werd opgericht als de eerste politieke partij van Taiwan. De Taiwanese Volkspartij wil een alternatief vormen voor zowel de Pan-Groene Coalitie onder leiding van de Democratische Progressieve Partij en de Pan-Blauwe Coalitie onder leiding van de Kwomintang.
Op 6 augustus 2019 werd Ko gekozen tot voorzitter van de partij.
De eerste verkiezingen waar de partij aan meedeed waren de parlementaire verkiezingen van 2020. De TPP won vijf zetels bij de parlementsverkiezingen van 2020 en werd daarmee de op twee na grootste partij in de Wetgevende Yuan. In de presidentsverkiezingen van  2024 deed Ko Wen-je mee als kandidaat, en kreeg meer dan 3 miljoen stemmen. Hij werd laatste van de in totaal drie kandidaten maar was alsnog goed voor 26,46% van de stemmen. In de parlementsverkiezingen die op het zelfde moment werden gehouden kreeg de TPP 8 zetels.
De voormalig partijvoorzitter Ko Wen-je kwam in september 2024 in strafrechtelijke problemen door vermeende corruptie. Waarvoor hij sindsdien meerder malen is opgepakt en ook officieel voor is aangeklaagd in december 2024. In januari 2025 nam parlementariër Huang Kuo-chang het stokje over als partijvoorzitter.